# Wolfgang Prange
Wolfgang Prange (født 5. maj 1932 i Lübeck, død 15. februar 2018) var en tysk historiker.

## Liv og levned
Efter endt ungdomsuddannelse i 1952 i Eutin studerede han historie, urhistorie og tidlig historie samt germanistik ved universiteterne i Kiel og Freiburg. 
Fra 1959 til 1997 var han ansat hos Landesarchiv Schleswig-Holstein, hvor han fra 1974 var ledende arkivdirektør.
I 1980 blev han honorarprofessor ved Christian-Albrechts-Universität i Kiel. Hans interesseområder var lande- og retshistorie.
Wolfgang Prange var desuden medlem af Det kongelige danske Selskab for Fædrelandets Historie.